# Sygnały kajakowe
Sygnały kajakowe (także: znaki kajakowe) – zespół sygnałów podawanych przez kajakarzy, związanych przede wszystkim z bezpieczeństwem na szlaku oraz techniką spływu. Podawane najczęściej za pomocą wiosła, rzadziej ręcznie. System znaków powstał z uwagi na nie zawsze możliwą komunikację głosową (hałas rzeki, duża odległość między kajakarzami).
Rodzaje sygnałów:
- człowiek w niebezpieczeństwie (warianty):
  - szybkie, powtarzane podnoszenie i opuszczanie przedramion uniesionych nad głową,
  - powolne, powtarzane podnoszenie i opuszczanie obu ramion wyprostowanych w bok,
  - sygnał dawany wiosłem: powolne podnoszenie i opuszczanie wiosła trzymanego oburącz nad głową,
  - sygnał dawany czerwonym lub pomarańczowym materiałem, np.: swetrem, kurtką, kapokiem,
  - sygnał dźwiękowy, wzywanie pomocy głosem, gwizdkiem, itp.,
  - sygnał świetlny: do nadawania można wykorzystać lusterko w dzień słoneczny lub latarkę w dzień pochmurny,
  - sygnał nocny[1]: przez zataczanie kół latarką trzymaną w ręku,
  - sygnał nocny: SOS ( · · · — — — · · · ) dawany latarką lub gwizdkiem,
- stop!: sygnał pokazywany za pomocą wiosła uniesionego poziomo nad głową lub rąk skrzyżowanych nad głową na kształt litery X. Powyższe oznacza nakaz bezwzględnego zatrzymania się. Podobnie jak X w skali WW sygnał może też oznaczać miejsce niespływalne,
- płynąć!: wiosło lub ręka uniesiona pionowo w górę. Często podawany po znaku stop!,
- płynąć prawą lub lewą stroną: wiosło uniesione skośnie. Strona uniesiona wskazuje kierunek, którym należy spływać,
- czy wszystko w porządku? (zapytanie): sygnał pokazywany ręką poprzez poklepanie się po kasku. Ma formę zapytania, np. po wywrotce. Jeśli wszystko jest w porządku, należy koniecznie odpowiedzieć w taki sam sposób,
- uwaga, kabina!: sygnał pokazywany za pomocą jednej ręki, zataczającej okręgi nad głową, z wskazującym palcem podniesionym do góry,
- popatrz tam: sygnał pokazywany poprzez wskazanie dwoma palcami oczu, a następnie w stronę, w którą należy popatrzeć.

Na potrzeby środowiskowe wypracowywane są jeszcze inne, dodatkowe sygnały, jednak nie są one tak popularne, jak wskazane powyżej.